# Reu (Bibbia)
Reu (in ebraico: רְעוּ, Rˁu) o Ragau (... – ...) è un patriarca biblico postdiluviano.

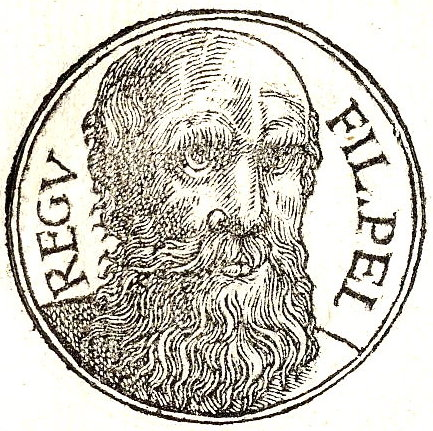
Il patriarca Reu nel Promptuarii Iconum Insigniorum

Discendente di Noè, nipote di Eber (l'eponimo degli Ebrei) e figlio di Peleg, Reu viene ricordato nella Genesi come padre di Serug e avo di Abramo.
Secondo il Testo masoretico, Reu ebbe il figlio Serug all'età di 32 anni e visse fino a 239 anni, mentre secondo la versione biblica dei Septuaginta, quando suo figlio nacque, Reu aveva 132 anni e visse sino a 339 anni.
Il Libro dei Giubilei tramanda il anche il nome di sua madre, Lomena di Sinaar, che gli diede il nome Reu (in ebraico, "malvagio"), con la seguente motivazione: "Ecco, i figli degli uomini, per il pravo proposito di costruire una città e una torre nella terra di Sinaar, sono diventati malvagi". A quell'epoca infatti, secondo il testo apocrifo, stavano iniziando i lavori di costruzione della Torre di Babele.
Il Libro dei Giubilei tramanda inoltre il nome della moglie del patriarca: Ora, figlia di Ur e nipote di Kesed.